# Katharine Bushnell
Katharine Bushnell (5 février 1856 - 26 janvier 1946), née Sophia Caroline Bushnell à Peru dans l'Illinois est une médecin, écrivaine et missionnaire américaine, commentatrice de la Bible et militante. Elle s'est particulièrement intéressée au statut des femmes dans la Bible, soutenant qu'il avait souvent fait l'objet d'erreurs de traduction et d'interprétation. Précurseure de la théologie féministe, elle a cherché à fonder dans sa lecture de la Bible l'affirmation de l'intégrité et de l'égalité des femmes. Son ouvrage God's Word to Women est aujourd'hui un classique de la théologie féministe.

## Biographie
Née dans l'Illinois, Katherine Bushnell étudie la médecine à l'université Northwestern puis au Chicago Women's Medical College, où elle se spécialise dans les maladies neurologiques. Envoyée comme missionnaire à Shanghai par le Woman's Mission Board de l'Église méthodiste épiscopale, elle y fonde un hôpital pédiatrique. À Shanghai, elle est marquée par des traductions de la Bible en chinois qu'elle juge malhonnêtes, et destinées à soumettre les femmes. Elle commence à comparer la traduction anglaise du Nouveau Testament à l'original grec, et y trouve ce qu'elle estime être des traductions délibérément biaisées en défaveur des femmes. Cela la conduit à étudier l'hébreu pendant ses longs voyages par mer. 
En 1885, elle rejoint la Women's Christian Temperance Union. Elle contribue à fonder un foyer pour femmes sans-abri à Chicago. Elle témoigne devant le Parlement du Wisconsin au sujet de l'esclavage sexuel dans un camp de bûcherons, que l'État du Wisconsin refusait de reconnaître. D'abord diffamée, elle finit par avoir gain de cause et le Sénat du Wisconsin vote en 1887 une loi contre l'esclavage sexuel.